# 英祐一
武田英祐一（たけだ えいすけいち、本名：武田 英祐（たけだえいすけ）、1978年9月21日 - ）は日本の歌手。

## 経歴
北海道江別市出身。17歳から音楽活動を開始。
1998年、フォークデュオ「ジャングル」でデビュー。解散後、ソロ活動をスタート。アルバム『蛙』『THE英祐一』を発表し、2006年にはコントラバス奏者の瀬尾高志と、アルバム『月光荘』を発表。同2006年、バンド「the武田組」を結成。2009年、国内最大級の野外オールナイトロックイベントである「RISING SUN ROCK FESTIVAL」に出演。バンドと並行し、意欲的にソロ活動を行っている。竹原ピストルとのユニット「ダルマブラザーズ」でも活動。